# Lúčnica nad Žitavou
Lúčnica nad Žitavou ist eine slowakische Gemeinde im Okres Nitra und im Nitriansky kraj mit 859 Einwohnern (Stand 31. Dezember 2024).

## Geographie

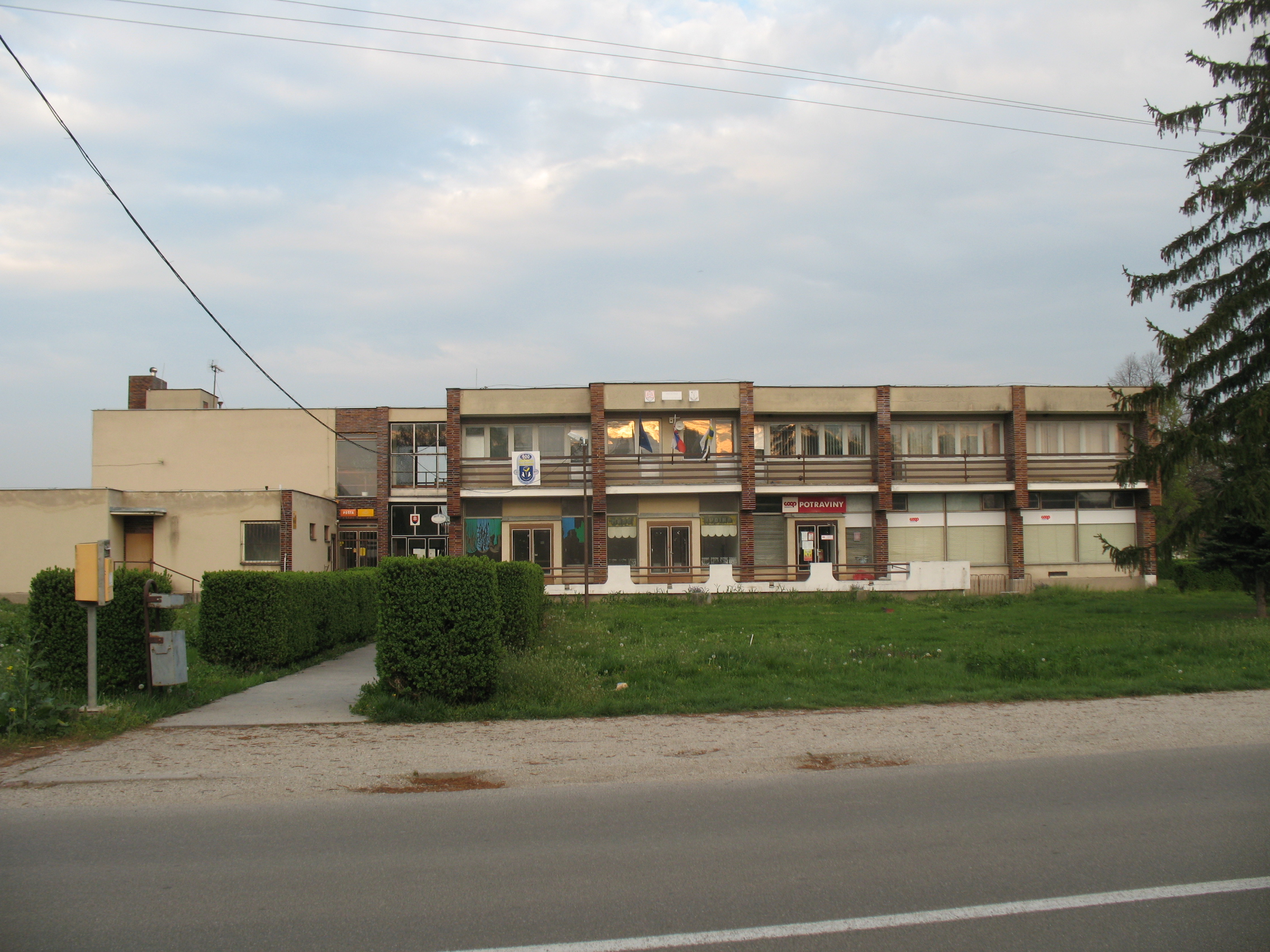
Sitz der Gemeindeverwaltung sowie des örtlichen Postamts

Die Gemeinde befindet sich im Hügelland Žitavská pahorkatina, einem Teil des Donauhügellands, am rechten Ufer der Žitava. Das Ortszentrum liegt auf einer Höhe von 137 m n.m. und ist fünf Kilometer von Vráble sowie 22 Kilometer von Nitra entfernt.
Nachbargemeinden sind Vráble im Norden, Melek im Osten, Žitavce im Südosten, Michal nad Žitavou im Süden sowie Paňa im Westen.

## Geschichte

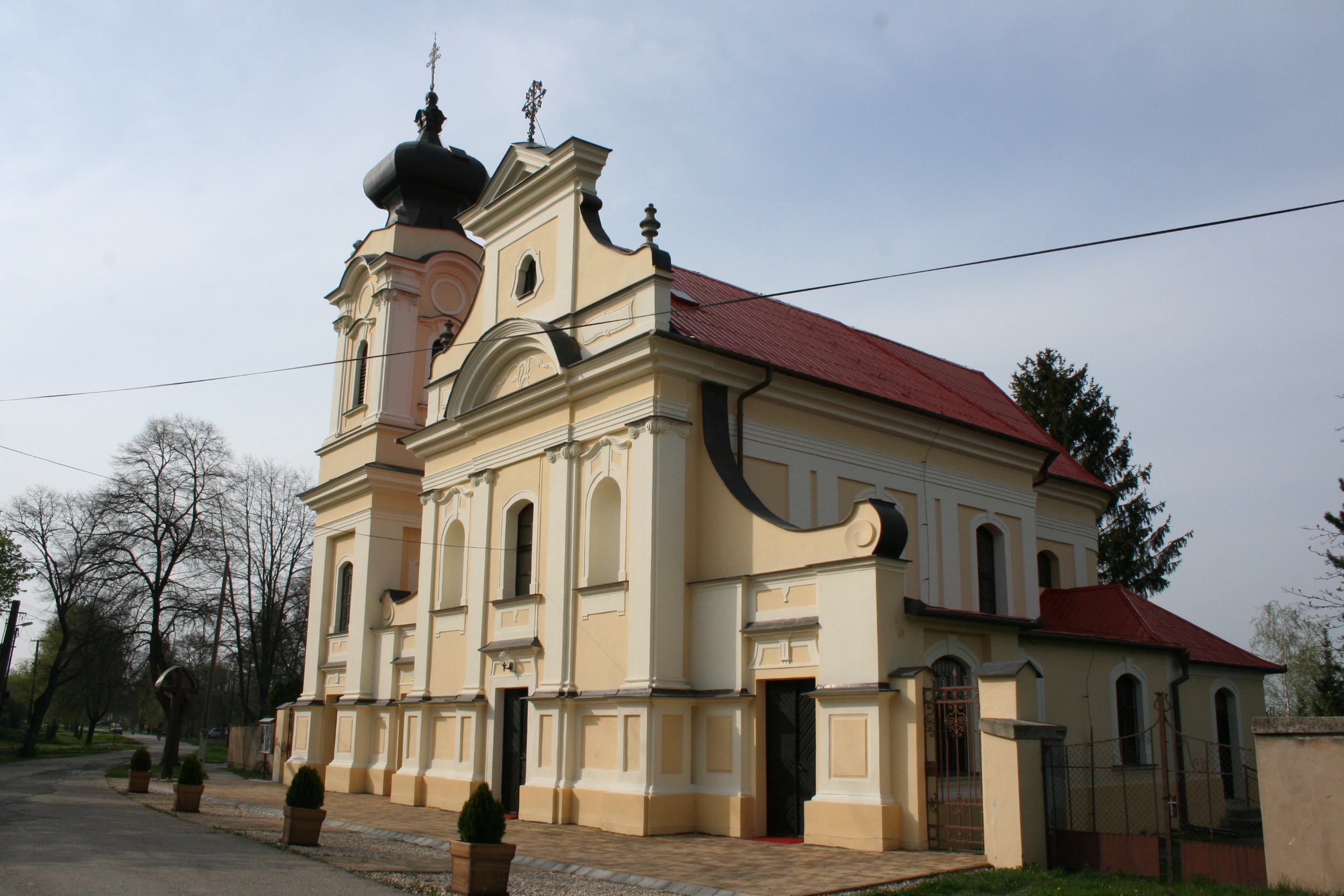
Kirche in Vajka nad Žitavou

Die heutige Gemeinde entstand 1960 durch Zusammenschluss der Orte Martinová (ungarisch Zsitvamártonfalu – bis 1907 Mártonfalu) und Vajka nad Žitavou (ungarisch Vajk). Beide bleiben bis heute Katastralgemeinden.
Martinová wurde zum ersten Mal 1437 als Martonfalva schriftlich erwähnt, damals war das königliche Gut an das Geschlecht Ludányi verpachtet. 1554 wurde die Ortschaft von den Türken in Brand gesetzt und vernichtet. Im 16. Jahrhundert war das Dorf unter anderem Besitz der Geschlechter Solymosi, Ghyczy, im 18. und 19. Jahrhundert Botka, Kéres, Nagy und anderen. 1750 wohnten in Martinová 32 Familien, 1828 zählte man 57 Häuser und 399 Einwohner, deren Haupteinnahmequelle Landwirtschaft war.
Vajka nad Žitavou wurde zum ersten Mal 1113 als Wochoi schriftlich erwähnt und gehörte zu den Herrschaftsgebieten des Klosters am Zobor sowie der Burg Szolgagyőr (slow. Posádka) bei Dvorníky. 1286 kam die Ortschaft zur ungarischen Krone, danach war sie bis zum 17. Jahrhundert Teil des Herrschaftsguts der Burg Gýmeš bei Jelenec. 1386 und 1424 wird die örtliche Mautstelle erwähnt, im 16. Jahrhundert wurde ein Teil des Ortes von den Türken in Mitleidenschaft gezogen. Im 18. Jahrhundert war das Dorf Besitz der Geschlechter Boronkay, Boros und Vass. 1715 hatte die Ortschaft 11 Haushalte, 1828 zählte man 57 Häuser und 396 Einwohner, deren Haupteinnahmequelle Landwirtschaft war.
Bis 1918 gehörten die im Komitat Neutra liegenden Orte zum Königreich Ungarn und kamen danach zur Tschechoslowakei beziehungsweise heute Slowakei. Wegen des Ersten Wiener Schiedsspruchs waren sie von 1938 bis 1945 noch einmal Teil Ungarns.

## Bevölkerung
| Jahr                | 1994 | 2004    | 2014    | 2024    |
| ------------------- | ---- | ------- | ------- | ------- |
| Anzahl der Personen | 951  | 911     | 917     | 985     |
| Unterschied         |      | −4,20 % | +0,65 % | +7,41 % |

| Jahr                | 2023 | 2024    |
| ------------------- | ---- | ------- |
| Anzahl der Personen | 986  | 985     |
| Unterschied         |      | −0,10 % |

Gemäß der Volkszählung 2011 wohnten in Lúčnica nad Žitavou 894 Einwohner, davon 873 Slowaken, 5 Magyaren, 2 Tschechen und 1 Rom. 13 Einwohner machten keine Angabe zur Ethnie.
769 Einwohner bekannten sich zur römisch-katholischen Kirche, 10 Einwohner zur Evangelischen Kirche A. B., jeweils 2 Einwohner zur altkatholischen Kirche und zur orthodoxen Kirche sowie jeweils 1 Einwohner zur Brüderkirche und zur evangelisch-methodistischen Kirche. 64 Einwohner waren konfessionslos und bei 45 Einwohnern wurde die Konfession nicht ermittelt.

## Bauwerke
- Vajka nad Žitavou
  - römisch-katholische Kirche im spätbarocken Stil aus der Mitte des 18. Jahrhunderts, 1911 erweitert
  - Landschloss im spätbarocken Stil aus der Mitte des 18. Jahrhunderts